# Aroa (Venezuela)
Pour les articles homonymes, voir Aroa.
Aroa est le chef-lieu de la municipalité de Bolívar dans l'État d'Yaracuy au Venezuela.